# Michael Meeks
Michael Meeks je softwarový vývojář, který je znám pro svoji práci ve firmě Ximian, kde od roku 2000 společně s Natem Friedmanem a Miguelem de Icazou vyvíjejí software. Podílel se hlavně na projektech GNOME,OpenOffice.org a LibreOffice. Dlouhou dobu byl hlavní přispěvatel do GNOME.
Michael Meeks je křesťan a nadšenec svobodného softwaru. Pracoval pro společnost Novell na infrastruktuře GNOME a také na GNOME aplikacích, především CORBA, Bonobo, Nautilus a jiných.
Michael Meeks nyní pracuje stále u firmy Collabora a to výhradně na projektu LibreOffice.
Také pracoval na projektu Quantel.

### Rozhovory
(anglicky)
- Meek not geek - Interview with Michael Meeks of OpenOffice.org
- ethical hacker[nedostupný zdroj]
- MS Office-OpenOffice Interoperability
- Michael Meeks on Flickr
- Michael Meeks interview[nedostupný zdroj]